# Nowi Bezradyczi
Nowi Bezradyczi (ukr. Нові Безрадичі) – wieś na Ukrainie, w obwodzie kijowskim, w rejonie obuchowskim, w hromadzie Obuchów. W 2001 liczyła 304 mieszkańców.